# Timo Mustakallio
Timo Heikki Juhani Mustakallio, född 14 oktober 1929 i Viiala, död 20 november 1984 i Helsingfors, var en finländsk operasångare (tenor). 
Mustakallio studerade sång i Sverige, Italien och Västtyskland, var 1961–1962 engagerad vid Finlands nationalopera, 1965–1967 vid operan i Düsseldorf och 1967–1976 vid operan i Stuttgart. Han gjorde gästframträdanden i ett stort antal länder. År 1974 grundade han en stiftelse som bär hans namn, denna ordnar tävlingar i sång i anslutning till Operafestspelen i Nyslott. År 1979 efterträdde han Martti Talvela som ordförande i operafestspelens konstnärliga delegation; 1981–1984 var han ledare för festspelen.